# Ҷ
Ҷ、ҷは、タジク語、アブハズ語などで用いられるキリル文字である。

## 呼称
- タジク語:
- アブハズ語:Ҷы

## 音素
- タジク語では、有声後部歯茎破擦音/ʤ/を表す。
- アブハズ語では、無声後部歯茎破擦音/ʧʼ/を表す。